# Kedma
Kedma (hebr. קדמה; pol. Postęp; pisownia w ang. Qedma) – wieś młodzieżowa położona w Samorządzie Regionu Jo’aw, w Dystrykcie Południowym, w Izraelu.

## Położenie
Wioska jest położona na niewielkim wzgórzu na południowym skraju Szefeli, blisko pustyni Negew, w odległości około 17 kilometrów od Morza Śródziemnego. W jej otoczeniu znajdują się moszawy Timmorim, Arugot, Nachala, Segulla, Nir Banim, Zerachja i Awigedor, oraz arabska wieś Al-Azi.

## Demografia
Liczba mieszkańców Kedmy:

## Historia
Kibuc Kedma został założony w nocy z 5 na 6 października 1946, jako jedno z jedenastu osiedli żydowskich utworzonych w północnej części pustyni Negew w ramach operacji „11 Punktów na Negewie” (hebr. הנקודות, 11 HaNekudot) realizowanej przez Agencję Żydowską.
Podczas I wojny izraelsko–arabskiej w 1948 kibuc znajdował się w bezpośrednim sąsiedztwie linii frontu z wojskami egipskimi. Ze względu na trudności społeczne i gospodarcze kibuc został opuszczony pod koniec maja 1962. W 1979 utworzono tutaj szkołę z internatem, tworząc wieś młodzieżową.

## Edukacja

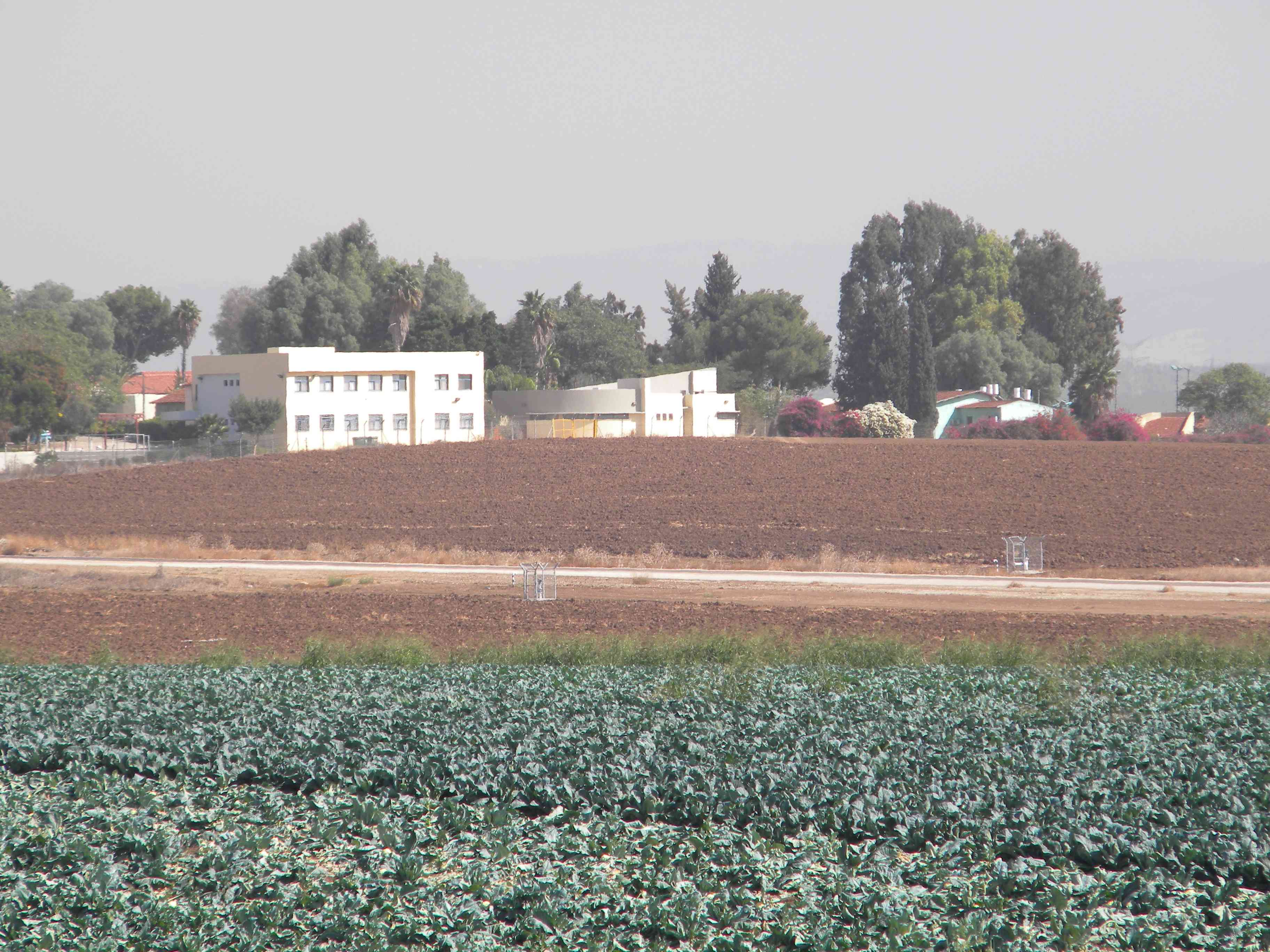
Budynek szkoły w Kedma

W Kedmie znajduje się gimnazjum z internatem i obiektami sportowymi. Instytucja specjalizuje się w edukacji młodzieży z zaburzeniami w zachowaniu, którzy porzucili normalne szkoły i mają trudności z przystosowaniem się w społeczeństwa. W szkole uczy się około 140 uczniów w wieku 13-18 lat. Szkoła umożliwia im zdobycie zawodu i stara się pomóc wejść w dorosłe życie.

## Sport i rekreacja
Z obiektów sportowych w wiosce jest hala sportowa, siłownia, boiska do piłki nożnej i koszykówki, oraz korty tenisowe. Jest tu także niewielki ogród zoologiczny.

## Gospodarka
Szkoła posiada własne niewielkie gospodarstwo rolne, oborę, warsztaty mechaniczne i stolarnię.
Przy wiosce znajduje się pas startowy dla małych samolotów opylających pola pestycydami.

## Komunikacja
Z wioski wyjeżdża się na zachód na drogę ekspresową nr 40 (Kefar Sawa–Ketura), którą jadąc na północ dojeżdża się do moszawu Timmorim i miasta Kirjat Malachi, lub jadąc na południe dojeżdża się do moszawów Nir Banim i wioski komunalnej Wardon.